# Steinekella
Steinekella es un género de foraminífero bentónico de la subfamilia Paleopfenderininae, de la familia Pfenderinidae, de la superfamilia Pfenderinoidea, del suborden Orbitolinina y del orden Loftusiida. Su especie tipo es Steinekella steinekei. Su rango cronoestratigráfico abarca el Oxfordiense (Jurásico superior).

## Discusión
Clasificaciones previas incluían Steinekella en la subfamilia Pfenderininae, de la familia Pfenderinidae, de la superfamilia Ataxophragmioidea, así como en el suborden Textulariina del orden Textulariida o en el orden Lituolida.

## Clasificación
Steinekella incluye a las siguientes especies:
- Steinekella natruniensis †
- Steinekella steinekei †